# Mondelange
Mondelange är en kommun i departementet Moselle i regionen Grand Est (tidigare regionen Lorraine) i nordöstra Frankrike. Kommunen ligger i kantonen Fameck som tillhör arrondissementet Thionville-Ouest. År 2022 hade Mondelange 5 739 invånare.

## Befolkningsutveckling
Antalet invånare i kommunen Mondelange
| Referens: INSEE |